# Csajág
Csajág [čaják] je obec v Maďarsku v župě Veszprém, spadající pod okres Balatonalmádi. Nachází se asi 6 km severovýchodně od Balatonkenese, asi 19 km východně od Balatonalmádi a asi 22 km jihovýchodně od Veszprému. V roce 2015 zde žilo 829 obyvatel. Dle údajů z roku 2011 tvoří 86,7 % obyvatelstva Maďaři, 0,6 % Němci, 0,6 % Řekové, 0,6 % Romové a 0,3 % Rumuni, přičemž 13,1 % obyvatel se k národnosti nevyjádřilo.
Kromě hlavní části zahrnuje obec i osadu Bakonymajor.
Csajágem prochází silnice 7207. Sousedními obcemi jsou Balatonfőkajár a Küngös.